# Fed Cup 2019 Wereldgroep I
De Fed Cup 2019 Wereldgroep I is het hoogste niveau van de Fed Cup 2019.

## Deelnemers
Acht landen namen deel aan Wereldgroep I:
| geplaatst | geplaatst        | geplaatst                                                                             | ongeplaatst (geloot) | ongeplaatst (geloot)                                                                                        |
| nr.       | land             | speelsters                                                                            | land                 | speelsters                                                                                                  |
| --------- | ---------------- | ------------------------------------------------------------------------------------- | -------------------- | --- |
| 1.        | Tsjechië         | Barbora Krejčíková Karolína Plíšková Kateřina Siniaková Markéta Vondroušová           | Roemenië             | Irina-Camelia Begu Ana Bogdan Mihaela Buzărnescu Simona Halep Monica Niculescu Ioana Raluca Olaru           |
| 2.        | Verenigde Staten | Danielle Collins Sofia Kenin Madison Keys Nicole Melichar                             | Australië            | Ashleigh Barty Kimberly Birrell Darja Gavrilova Priscilla Hon Astra Sharma Samantha Stosur Ajla Tomljanović |
| 3.        | Wit-Rusland      | Viktoryja Azarenka Vera Lapko Lidzija Marozava Aryna Sabalenka Aljaksandra Sasnovitsj | Duitsland            | Mona Barthel Anna-Lena Grönefeld Tatjana Maria Andrea Petković Laura Siegemund                              |
| 4.        | Frankrijk        | Alizé Cornet Fiona Ferro Caroline Garcia Kristina Mladenovic Pauline Parmentier       | België               | Ysaline Bonaventure Kirsten Flipkens Elise Mertens Alison Van Uytvanck                                      |

## Reglement
Het ITF Fed Cup comité bepaalt welke vier landen geplaatst worden. De winnaar van vorig jaar wordt het eerste reekshoofd; de finaleverliezer het tweede. Het derde en het vierde reekshoofd worden vastgesteld aan de hand van de ITF Fed Cup Nations Ranking. De tegenstanders van de geplaatste landen worden door loting bepaald. Welk land thuis speelt, hangt af van hun vorige ontmoeting (om de andere), dan wel wordt door loting bepaald als zij niet eerder tegen elkaar speelden. Een landenwedstrijd bestaat uit (maximaal) vijf "rubbers": vier enkelspelpartijen en een dubbelspelpartij. Het land dat drie "rubbers" wint, is de winnaar van de landenwedstrijd.
De vier landen die in de eerste ronde winnen, strijden via een halve finale en de finale om de titel.
De vier landen die in de eerste ronde verliezen, krijgen een kans om zich te behoeden voor degradatie naar Wereldgroep II. Zij doen dat door deel te nemen aan de Wereldgroep I play-offs.

## Toernooischema
|  | eerste ronde 9 en 10 februari    | eerste ronde 9 en 10 februari |                              |   | halve finale 20 en 21 april | halve finale 20 en 21 april |  |  | finale 9 en 10 november | finale 9 en 10 november |
|  |                                  |                               |                              |   |                             |                             |  |  |                         |                         |
|  |                                  |                               |                              |   |                             |                             |  |  |                         |                         |
|  | Asheville (hardcourt, binnen)    |                               |                              |   |                             |                             |  |  |                         |                         |
|  |                                  |                               |                              |   |                             |                             |  |  |                         |                         |
|  | Verenigde Staten (2)             | 2                             |                              |   |                             |                             |  |  |                         |                         |
|  | Verenigde Staten (2)             | 2                             | Brisbane (hardcourt, buiten) |   |                             |                             |  |  |                         |                         |
|  | Australië                        | 3                             |                              |   |                             |                             |  |  |                         |                         |
|  | Australië                        | 3                             | Australië                    | 3 |                             |                             |  |  |                         |                         |
|  | Braunschweig (hardcourt, binnen) |                               | Australië                    | 3 |                             |                             |  |  |                         |                         |
|  |                                  | Wit-Rusland (3)               | 2                            |   |                             |                             |  |  |                         |                         |
|  | Duitsland                        | Wit-Rusland (3)               | 2                            | 0 |                             |                             |  |  |                         |                         |
|  | Duitsland                        |                               | Perth (hardcourt, buiten)    | 0 |                             |                             |  |  |                         |                         |
|  | Wit-Rusland (3)                  | 4                             |                              |   |                             |                             |  |  |                         |                         |
|  | Wit-Rusland (3)                  | 4                             | Australië                    | 2 |                             |                             |  |  |                         |                         |
|  | Luik (hardcourt, binnen)         |                               | Australië                    | 2 |                             |                             |  |  |                         |                         |
|  |                                  | Frankrijk (4)                 | 3                            |   |                             |                             |  |  |                         |                         |
|  | België                           | Frankrijk (4)                 | 3                            | 1 |                             |                             |  |  |                         |                         |
|  | België                           | Rouen (gravel, binnen)        |                              | 1 |                             |                             |  |  |                         |                         |
|  | Frankrijk (4)                    | 3                             |                              |   |                             |                             |  |  |                         |                         |
|  | Frankrijk (4)                    | 3                             | Frankrijk (4)                | 3 |                             |                             |  |  |                         |                         |
|  | Ostrava (hardcourt, binnen)      |                               | Frankrijk (4)                | 3 |                             |                             |  |  |                         |                         |
|  |                                  | Roemenië                      | 2                            |   |                             |                             |  |  |                         |                         |
|  | Tsjechië (1)                     | Roemenië                      | 2                            | 2 |                             |                             |  |  |                         |                         |
|  | Tsjechië (1)                     |                               |                              | 2 |                             |                             |  |  |                         |                         |
|  | Roemenië                         | 3                             |                              |   |                             |                             |  |  |                         |                         |
|  | Roemenië                         | 3                             |                              |   |                             |                             |  |  |                         |                         |

Eerstgenoemd team speelde thuis.

### Resultaat
- Het toernooi werd gewonnen door Frankrijk, dat in de finale Australië versloeg met 3–2. Kristina Mladenovic won haar beide enkelspelpartijen, alsmede de beslissende dubbelspel-rubber samen met Caroline Garcia.[1]
- Australië, Frankrijk, Roemenië en Wit-Rusland mogen ook het volgend jaar meedoen met Wereldgroep I.
- België, Duitsland, Tsjechië en de Verenigde Staten gingen naar de Wereldgroep I play-offs.